# Grasu XXL
Dragoș Nichifor (n. 11 august 1981, România), cunoscut mai bine sub numele de scenă Grasu XXL, este un rapper român.
Grasu XXL cântă de la vârsta de 14 ani, provenind dintr-o familie de etnie romă cu tradiție în domeniu. Primul material discografic al cântărețului se numește Personajul negativ și este o colaborare Paco 10 Grei; cei doi au fost uniți sub numele XXL & 10 Grei. Acesta a fost lansat pe 10 iulie 1999 prin Cat Music. Primul său album solo, Curaj, a fost lansat în iulie 2006 și este un material într-adevăr inedit atât prin sunet, cât și prin modalitatea interpretării. În 2006 apare și EP-ul Curaj (Remix) - un material scos de rapper alături de Dj Swamp care promovează albumul Curaj alături de mixtape-ul Evident lansat în 2007 cu același colaborator.
În 2007, Grasu XXL a înființat casa de producție muzicală Okapi Sound împreună cu cei de la Agresiv, Guess Who, Paco, Maximilian, Spike și Tranda. Tot în 2007, mai exact în vara acestuia, artistul pleacă cu Laura Andreșan (el fiind bănuit spre sfârșitul anului 2007 că ar avea o relație cu ea) în turneul „Interzis” ce includea spectacole cu dansuri și show-uri erotice pe muzică live. În 2008 lansează alături de Tonik Obiektiv și Mario videoclipul pentru piesa „Ar fi timpul” - al doilea single extras de pe albumul cu același nume al primului amintit. Pe 22 iulie 2009 apare videoclipul regizat de Alex Ceaușu pentru „Pizda la volan”, o colaborare între rapperul băcăuan și Maximilian extrasă de pe albumul Volumu' la Maxim...ilian!!!. O zi mai târziu este lansat videoclipul pentru primul single de pe cel de-al doilea album solo (Oameni) - „Prea mult fum” care este o colaborare cu Mitză de la Agresiv, iar pe 2 noiembrie cel pentru al doilea single - „Turnin'”, o colaborare cu Alex Velea. În ziua de 4 noiembrie se dă drumul la videoclipul piesei artistului în colaborare cu Deepside Deejays și Alex Velea, „Around the World”.
Pe 25 februarie 2010 apare online al treilea single de pe albumul Oameni - „Azi NU”, o colaborare cu Guess Who care beneficiază și de un videoclip lansat în noaptea dintre 27 și 28 mai pe Kiss TV. O zi mai târziu rapperul a plecat cu Maximilian într-un mini-turneu ce cuprindea 3 concerte, dintre care 2 au fost amânate. Cel de-al doilea album solo al rapperului, Oameni, a fost lansat oficial de casa de discuri Cat Music pe 25 noiembrie 2010. Din noaptea dintre 7 și 8 decembrie, pe YouTube este prezentă melodia „Sari pe treabă” a lui Tranda în colaborare cu Grasu. Pe 20 decembrie se lansează și un remix al piesei pe care apare Skizzo Skillz. În noaptea dintre 16 și 17 decembrie 2010 a fost lansat pe canalul de YouTube al celor de la Okapi Sound videoclipul celui de-al 4-lea single extras de pe album, „Dă-te mai așa”.
Pe 5 septembrie 2011 (în ziua de luni), rapperul băcăuan a lansat o piesă numită „LaLa Song” în colaborare cu Guess Who și a început oficial colaborarea cu Music Expert Company. Melodia este primul single de pe vitorul album Unu și beneficiază de un videoclip lansat pe 3 octombrie 2011 la MTV. Pe 14 septembrie 2011, Grasu XXL, Horia Brenciu și Guess Who au lansat în garajul Europa FM cântecul inclus pe albumul Tot Mai Sus al celui din urmă, „Diamantele se sparg”. Pe 6 februarie 2012 Grasu împreună cu Mitză dă drumul la piesa inclusă pe mixtape-ul Robot, „Bright Lights, Bigger City”, iar pe 20 februarie la o altă melodie interpretată cu Mario - „Talent divin”. În data de 21 iunie 2012, rapperul a lansat videoclipul pentru cel de-al doilea single ce promovează viitorul său album - „Turbofin”.

## Biografie

### Începuturile:Personajul negativ,Curaj,Curaj (Remix)șiEvident(1981 - 2007)
Nichifor Dragoș s-a născut pe 11 august 1981 în Buhuși, Bacău. La vârsta de 13 ani și-a pierdut ambii părinți. El cântă de la vârsta de 14 ani, provenind dintr-o familie cu tradiție in domeniu. Din 1994 a investit în muzică, își plătea trenul până la București și studioul. Primul material discografic al cântărețului se numește Personajul negativ și este o colaborare cu Paco 10 Grei; cei doi au fost uniți sub numele XXL & 10 Grei. Albumul a fost lansat prin Cat Music pe data de 10 iulie 1999 și are colaborări cu Tataee de la B.U.G. Mafia, Roxana, Maximilian, Mahsat și Kiper. O piesă din tracklistul oficial al albumului în colaborare cu Roxana, „Privesc de sus în sus”, a beneficiat de un videoclip. La începutul lui 2004 rapperul a plecat în Italia împreună cu Maximilian.
Primul său album solo, Curaj, a fost lansat în iulie 2006 și este un material într-adevăr inedit atât prin sunet, cât și prin modalitatea interpretării. Prin acest material și-a dorit să scoată hip-hop-ul din „tiparele cartierului”. Albumul a fost produs de Tataee și Caddy de la B.U.G. Mafia (producători executivi) și a fost înregistrat, mixat și masterizat la Ines. Materialul s-a bucurat de foarte mult succes, promovând de pe el single-uri precum „Fără Filtru” (remix cu Mari de la M&G, Maximilian și Paco) (există și un cover din 2009 interpretat cu Guess Who cunoscut ca „Flori Ilegale”) sau „Curaj” (cu Swamp). Toate piesele de pe album sunt în colaborare cu un artist, pe cele 13 piese fiind prezenți Dj Swamp (la B.U.G. Mafia în acea perioadă), Bitză, Mari, Houdini și Maximiian de la Mahsat, Paco 10 Grei, Queen Bee, Mario, Artan, Uzzi de la B.U.G. Mafia și Villy. În 2006 apare și EP-ul Curaj (Remix) - un alt material scos de Grasu XXL alături de Dj Swamp care promovează albumul Curaj alături de mixtape-ul Evident lansat în 2007 cu același Dj. Cel din urmă conține piese remixate de Swamp, Agresiv, Motzu și Villy și anunță viitorul album al rapperului, Oameni, care va fi lansat abia în 2010.

### ÎnființareaOkapi Soundși al doilea album solo,Oameni(2007 - sfârșitul lui 2010)
| |  |  |
| În 2009 începe o colaborare cu unii dintre artiștii casei de producție HaHaHa Production: Alex Velea (stânga; cu acesta lansând 2 melodii care beneficiază de videoclip, prima dintre ele fiind cântată de rapper în limba engleză și reprezentând al doilea single de pe albumul său, Oameni), Smiley (dreapta; pe albumul rapperului există o melodie în colaborare cu acesta, „Prinde-ne bă dacă poți!”) și Don Baxter. |  |  |

În 2007, Grasu XXL a înființat casa de producție muzicală Okapi Sound împreună cu cei de la Agresiv, Guess Who, Paco, Maximilian, Spike și Tranda. Cel de-al doilea album solo al rapperului ar fi trebuit să apară în 2007, deși managementul de proastă calitate a făcut albumul să mai aștepte. Tot în 2007, mai exact în vara acestuia, artistul pleacă cu Laura Andreșan în turneul „Interzis” ce includea spectacole cu dansuri și show-uri eacdo rotice pe muzică live. Turul de concerte ce poartă numele reality-showului vedetei XXX de la B1 TV a început pe 28 iulie în clubul Yellow Submarine din Craiova și cuprindea încă 5 orașe: Arad, Buzău, Cluj, Costinești și București. Pe lângă acestea s-a organizat și o petrecere în cinstea rapperului (cu ocazia zilei sale de naștere) la Club President din Câmpina, vedeta afirmând: „Adela, dansatoarea mea, a pregătit și un număr special, evident erotic, ceva cu multă frișcă pe pielea goală. Mai multe nu mi-a zis, dar va evolua pe piesa mea «Zi-mi pe nume», prima piesă pe care mi-a produs-o Grasu.”
În 2008 este lansat videoclipul realizat de echipa Ador Media în frunte cu regizorul Alex Ceaușu pentru piesa „Ar fi timpul” - al doilea single extras de pe albumul cu același nume al lui Tonik Obiektiv ce este o colaborare cu Grasu și Mario. Filmările au avut loc pe 11, respectiv 13 octombrie 2008 în București. Pe 22 iulie 2009 videoclipul melodiei „Pizda la volan” regizat de Alex Ceaușu, o colaborare între rapperul băcăuan și Maximilian, apare pe site-ul oficial al celui din urmă. Filmările pentru cel de-al doilea single extras de pe albumul lui Maxi - Volumu' la Maxim...ilian!!! - au avut loc la jumătatea lunii iunie, prezenți fiind Guess Who, Agresiv, Spike, Junky, JJ și Motzu. O zi mai târziu, site-ul oficial Grasuxxl.ro anunță apariția videoclipului primului single ce promova cel de-al doilea album solo al rapperului, Oameni. Piesa se numește „Prea mult fum” și este o colaborare cu Mitză de la Agresiv. Videoclipul piesei a fost regizat de Spike, la filmări fiind prezenți mai mulți membrii Okapi Sound: Guess Who, Maximilian, Motzu, JJ dar și Laura Andreșan, care apare îmbrăcată în clip într-un maiou inscripționat cu sloganul FREE GIGI. Filmat pe 16 mai 2009 în hala din zona Republica, aproape de ieșirea din București, videoclipul se bazează foarte mult pe efecte speciale și cadre 3D, ilustrând o seară amețitoare într-un club, când toate obiectele se transformă în fum, decorurile fiind create pe calculator de către Spike.
Este prima mea piesă în limba engleză. Mi-a făcut plăcere să scriu versuri și toți cei cu care am colaborat m-au susținut. Melodia este una de dragoste – așa cum înțeleg eu acest sentiment. Îmi place foarte mult să colaborez cu oamenii pe care îi iubesc și îi apreciez: Alex, Smiley, Baxter și toată echipa HaHaHa Production. Îmi sunt toți prieteni și era normal ca prietenia noastră să se concretizeze și în muzică la un moment dat. De altfel pe album există și o melodie cu maestrul Smiley care se numește „Prinde-ne bă dacă poți!”.  
Lansarea albumului a fost amânată de asemenea pe 24 septembrie 2009. Pe 2 noiembrie la emisiunea Muzica Ta cu Marian Soci și Cristi Stanciu de pe Radio 21 se lansează cel de-al doilea single de pe viitorul album - „Turnin'”, o colaborare cu Alex Velea. Piesa a fost realizată de HaHaHa Production, versurile scrise de Grasu XXL, refrenul de Smiley, instrumentalul făcut de Dj Cellblock. Există un remix realizat și lansat de Agresiv în octombrie, acesta fiind inclus pe mixtape-ul Ap. 71. Pe albumul Oameni este prezentă și o variantă necenzurată a piesei. Single-ul beneficiază de un videoclip lansat în data de 16 decembrie pe MTV / MTV.ro. Acesta a fost filmat pe 24 noiembrie la studiourile Atlantis, în regia lui Iulian Moga. Au filmat și ceilalți oameni de la Okapi: Agresiv, Maximilian, Guess Who, Spike și JJ. Tot pe Radio 21, în ziua de 4 noiembrie se dă drumul la videoclipul piesei artistului în colaborare cu Deepside Deejays și Alex Velea, „Around the World”. Filmările s-au ținut la studiourile Atlantis pe 1 octombrie, în regia lui Iulian Moga, și au fost prezenți Agresiv și Spike, fiecare artist filmând într-un cadru diferit. Conform informațiilor oferite de Monden.info, Oameni ar fi trebuit să apară la sfârșitul lui 2009, deși nici măcar atunci nu a fost lansat.
Cel de-al treilea single de pe albumul Oameni este „Azi NU”, o colaborare cu Guess Who. Melodia fost urcată online pe 25 februarie 2010, iar videoclipul a fost lansat în noaptea dintre 27 și 28 mai pe Kiss TV și mai târziu a apărut și pe YouTube. Piesa a fost scrisă în 2007, deși băcăuanul avea melodia în minte încă din 1999. Muzica este semnată de Agresiv, versurile au fost compuse de Grasu XXL și Guess Who, iar videoclipul a fost regizat de Marian Crișan, care a lucrat cu Guess Who în toamna lui 2009 la clipul pentru „Locul Potrivit”. Filmările s-au desfășurat în ziua de 29 aprilie 2010 pe litoral, în apropiere de Năvodari, la Corbu și au început odată cu răsăritul, sfârșindu-se la apus. Pe lângă cei doi rapperi, în videoclip apare și Spike împreună cu băieții de la Agresiv (Vlad și Mitză). Maximilian și Grasu au pornit pe 26 februarie 2010 într-un mini-turneu, ce trebuia să cuprindă trei orașe (Botoșani, Piatra Neamț și Iași). Doar cei din Botoșani s-au putut bucura de concertul celor doi artiști, deoarece ultimele două au fost anulate. Deși Maxi și Grasu au ținut probe de sunete pe 27 februarie în Piatra Neamț, aceștia au aflat că organizatorii nu îi vor plăti. Astfel, a fost anulat și concertul din Iași. În data de 14 iunie 2010, pe site-ul revistei Bravo a apărut și videoclipul regizat de Andrei Stăruială pentru piesa „Gândul poate ucide”, o colaborare cu Skizzo Skillz. Filmat pe chroma pe 18 octombrie 2009, clipul a mai fost prezentat în clubul Tan Tan din București pe 18 decembrie 2009. Cântecul este despre gelozie, a fost realizat de Nicalai (noul nume al lui Dj Swamp) și conține un sample din Eusebio Digital „History Of Things To Come”.
| Locația                      | Data desfășurării evenimentului |
| ---------------------------- | ------------------------------- |
| Botoșani – Club City Central | 26 februarie 2010               |
| Piatra Neamț – Club Central  | 27 februarie 2010               |
| Iași – Club Skye (Copou)     | 28 februarie 2010               |

Albumul Oameni a fost lansat oficial de casa de discuri Cat Music pe 25 noiembrie 2010. Acesta conține colaborări cu Maximilian, Spike, Guess Who, Alex Velea, Tranda, George Hora, JJ, Faibo X, Suky, Bitză, Agresiv, Lucia Dumitrescu, Smiley, Nicalai și Fely. În noiembrie 2010, atunci când a fost lansat albumul, acesta a fost invitat la un interviu la sediul Monden.info și a spus:
„Dacă nu mă înșel, prima piesă a fost «Tango», iar a doua «La vremuri noi, oameni noi» (exact când am întâlnit oamenii noi). În 2007 nu știam ce se întâmplă cu noi – nici la Okapi… Era o harababură totală. Am trecut de la «hai să lansăm noi pe net» la «hai să semnăm cu o casă de discuri, că au ales ei single-ul Turnin'», dup-aia ne-am întâlnit cu Dorian și cu Ochiu [Dorian Enache și Cristi Ochiu de la Music Expert Company], am făcut «Azi NU»... Până la urmă am ajuns aici. S-a întârziat că s-a întârziat...”
 Cântărețul a spus un alt motiv pentru care a întârziat lansarea:
„O altă chestie pentru care s-a întârziat albumul a fost Gazeta Sporturilor, pentru că în prima instanță ei au vrut albumul. Dar le-au scăzut vânzările proporțional cu trecerea timpului: primele vreo 2, 3, 4, 5 au fost niște boom-uri și după aia au scăzut drastic. Până am ajuns eu să scot albumul ei s-au sucit, ne-au și ținut pe loc aproximativ juma' de an... Dar până la urmă e alegerea lor. Eu n-am nicio problemă. De când a scăpat albumul pe net s-a dus foarte mult.”
Din noaptea dintre 7 și 8 decembrie, pe YouTube este prezentă melodia „Sari pe treabă” a lui Tranda în colaborare cu Grasu. Rapperul băcăuan a lucrat la înregistrare, mix și versuri. Pe 20 decembrie se lansează și un remix al piesei pe care apare Skizzo Skillz. În noaptea dintre 16 și 17 decembrie 2010 a fost lansat pe canalul de YouTube al celor de la Okapi Sound videoclipul celui de-al 4-lea single extras de pe album, „Dă-te mai așa”. Filmările au avut loc în luna noiembrie la Buftea, în regia lui Spike (The Evil Twin Studio). În videoclip, Grasu XXL este spionat de două personaje, numite Costel și Micuțu' (Micutzu). Video-ul de pe canalul oficial de YouTube al Okapi Sound are la momentul actual aproximativ 4 milioane de ascultări.

### Unu(2011 - prezent)

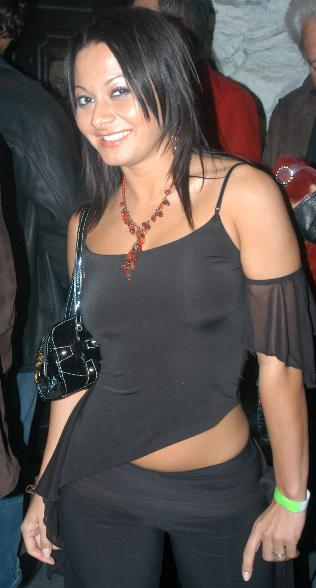
Actrița de filme pentru adulți, Sandra Romain, apare în videoclipul celui de-al doilea single ce promovează viitorul album al rapperului, Unu.

Pe 5 septembrie 2011 (în ziua de luni), Grasu XXL a lansat o piesă numită „LaLa Song” în colaborare cu Guess Who și a început oficial colaborarea cu Music Expert Company. Melodia este extrasă de pe vitorul album al artistului, Unu. „LaLa Song” a avut premiera pe Pro FM și pe canalul de YouTube al casei de producție Okapi Sound. Videoclipul melodiei a fost lansat pe 3 octombrie 2011 la MTV, iar mai târziu a fost urcat și online, pe YouTube. Videoclipul a fost realizat de Spike și echipa sa (Evil Twin Studio) în primăvară, într-un club din București, unde s-au adunat peste o sută de fani pentru a participa la filmări. Pe 14 septembrie 2011, Grasu XXL, Horia Brenciu și Guess Who au lansat în garajul Europa FM cântecul inclus pe albumul Tot Mai Sus al celui din urmă, „Diamantele se sparg”. Relația celor trei s-a consolidat după ce Horia l-a cunoscut pe Guess Who într-o benzinărie, iar pe Grasu XXL pe Facebook.
Grasu XXL a dat drumul o nouă modă, a tricourilor inscripționate cu mesajul casa moara fetili (scris normal ca să moară fetele). La o primă vedere, necunoscătorii nu ar înțelege din prima ce înseamnă. Textul este o reproducere din versurile melodiei „Turnin'” cântată de Grasu XXL și Alex. Mesajul acestui text a fost purtat la început pe tricou de Vlad de la trupa Agresiv, dar a fost făcut popular de către Grasu XXL, acesta fiind moldovean. Cu ocazia protestelor din România din 2012, rapperul a afirmat „E normal ca lumea să iasă în stradă: e foamete, e frig afară, e sărăcie. Eu de 2 ani le fac câte o dedicație specială la fiecare concert. Fanii mei protestează la fiecare show împotriva actualei puteri.”
Pe 6 februarie 2012 Grasu XXL și Mitză au oferit spre ascultare piesa inclusă pe mixtape-ul Robot, „Bright Lights, Bigger City” - un freestyle realizat pe instrumentalul lui Cee Lo Green. În seara zilei de 20 februarie s-a dat drumul la o altă melodie interpretată de Grasu XXL în colaborare cu Mario - „Talent divin”. În data de 21 iunie cântărețul a lansat cel de-al doilea single ce promovează cel de-al 3-lea album său. Este vorba despre piesa „Turbofin”. Piesa a fost produsă de Mitză și Grasu XXL în studioul Okapi Sound, fiind gândită și concepută exclusiv pentru internet. „Piesa am terminat-o recent, chiar înainte de videoclip, însă de vreun an de zile stă la cuptor... Mitză a făcut beat-ul acum un an jumate” spune Grasu XXL. Videoclipul a fost regizat de Spike și realizat împreună cu echipa sa de la Evil Twin Studio. Filmările s-au desfășurat la studiourile Video Link, pe parcursul unei zile. În videoclip apare actrița porno Sandra Romain.) și câștigătoare a mai multor premii din industria XXX. Povestea videoclipului pare să fie inspirată chiar din viața celebrei actrițe care semnează la un moment dat actele de divorț, ea fiind într-o situație asemănătoare și în viața reală. Artistul susține că ideea colaborării cu Sandra i-a venit după ce a cunoscut-o pe actriță la un eveniment, iar cea care le-a făcut cunoștință a fost Laura Andreșan.

## Stil muzical
Grasu XXL aparține genului muzical hip-hop, deși în familia lui se asculta muzică de altă factură (jazz, funk), tatăl său fiind un cunoscător al bass-ului. Din această cauză, artiștii preferați ai lui Dragoș sunt Stevie Wonder, George Benson, Chick Corea, Timpuri Noi și mulți alții. Printre artiștii săi preferați din domeniul hip hop-ului se numără Jay-Z și B.U.G. Mafia, el spunând că „face parte din școala de rap B.U.G. Mafia”. Printre antipatiile sale se numără cântăreață Inna: „Eu cânt cu oameni pe care îi simt, cu oameni buni, trebuie să am o legătură. Oameni care au o sclipire, eu în ea nu am văzut așa ceva, nu știu ce să zic. Eu nu pot să ascult muzică popcorn nici la club, mai degrabă îl ascult pe Salam, mă jur. Salam e șef, Salam știe muzică, a făcut conservatorul, a fost în clasă cu Paula Seling, e pe treabă.”
Muzica lui se remarcă prin mesajul social de impact, prin tehnicitatea interpretării și prin ingeniozitatea cu care combină ritmuri și generează stări. Succesul înregistrat și reacțiile pozitive primite din partea publicului, îl determină să meargă mai departe și să caute noi direcții în muzică și noi modalități de exprimare a temelor sale predilecte. Au apărut multe comentarii potrivit cărora Grasu XXL a început să abordeze genul comercial, iar el a declarat că „Grasu a fost mereu comercial. Eu nu văd lucrurile așa, sunt foarte multe prejudecățti în comunitatea noastră de hip-hop. Dacă stai un pic să te gândești, realizezi că fiecare ascultător de rap este în felul lui un fel de M.C.. Jur. Fiecare rapper are trupa lui, mă jur, toți cred că nu mai e Grasu, că s-a vândut. Contează foarte mult rețelele naționale de radio, dacă vrei să faci bani, prin care te promovezi «grav». Pentru mine, internetul e cea mai importantă sursă de promovare. Cred că radiourile solicită o muzică foarte «vie», iar ceea ce înțeleg ei prin «vie» nu e ceea ce înțelegem noi și de asta cred că se intră atât de greu pe radio. Acuma, e alegerea fiecăruia și n-ai ce să le spui practic, fiindcă radioul e un business, și omul trebuie să-și facă audiențele.”

## Controverse

### Puya
Vezi și La Familia și B.U.G. Mafia.
Pe 3 iunie 2006, la Sala Sporturilor Horia Demian din Cluj a avut loc evenimentul MTV Romanian Music Awards 2006. Show-ul serii a fost însă scandalul dintre Puya și B.U.G. Mafia. Grasu XXL era foarte aproape de o bătaie cu componentul La Familia, altercația începând cu gestul lui Tataee - din trupa amintită - de-al scuipa pe cel din urmă. Se pare că la baza conflictului se află declarațiile pe care Puya le-a făcut presei vizavi de membrii B.U.G. Mafia, cei ce le-au dat și totodată le-au luat înapoi lui și lui Tudor Sișu titulatura de La Familia.

### Cheloo
Vezi și Guess Who#Conflictul cu Paraziții.
Lansarea videoclipului piesei „We Don't Care, We Don't Give a Fuck” semnată Markone1 împreună cu Cheloo a stârnit curiozitatea masivă a fanilor vizavi de mesajul dur al crucilor inscripționate cu numele lui Guess Who, Spike, Mini Moga (Iulian Moga), Connect-R și Grasu XXL. Din dorința de controversă sau nu, Cheloo a scris pe cruci: Connect-R - „Mort fără pene”, Grasu XXL - „Mort de foame”, Guess Who - „Locu potrivit” și Iulian Moga - «Director’s Cut».

## Viață personală
Deși este foarte rezervat în privința declarațiilor privind viața personală, Grasu XXL a mărturisit că și-a pierdut ambii părinți la vârsta de 13 ani, rămânând singur.  Într-un interviu din 2011 spunea: „Nu am ce să vorbesc de viața personală, e foarte plictisitoare. Foarte plictisitoare, serios. Mă uit la filme, fumez iarbă și mă uit la filme. Cânt și sunt la studio. Deci viața personală asta e: playstation, fumez iarbă și mă uit la filme. Și multă muzică. Ascult foarte multă muzică.” 
În data de 24 februarie 2013 acesta a fost implicat într-un accident grav auto. Rapper-ul a suferit un traumatism cranio-cerebral, pe când se întorcea  de la un concert.
Artistul hip-hop a fost bănuit spre sfârșitul anului 2007 că ar avea o relație.Rapper-ul a negat vehement aceste zvonuri. Dragoș a declarat în 2011 că nu  își dorește copii.. În 2020, după o relație de 12 ani, Dragoș Nichifor s-a despărțit de Laura Andreșan. Cei doi au împreună o fetiță care în 2024 l-a inspirat pe Grasu XXL să lanseze melodia Tu, Mărie!.

## Discografie
| Titlul materialului             | Tipul materialului | Anul |
| ------------------------------- | ------------------ | ---- |
| Personajul negativ (XXL&10Grei) | album de studio    | 1999 |
| Curaj                           | album de studio    | 2006 |
| Curaj (Remix)                   | EP                 | 2006 |
| Evident                         | mixtape            | 2007 |
| Oameni                          | album de studio    | 2010 |
| Drumul spre succes              | album de studio    | 2015 |

| Titlul single-ului      | Colaborare cu:           | Anul |
| ----------------------- | ------------------------ | ---- |
| „Privesc de sus în sus” | Roxana                   | 1999 |
| „Fără Filtru”           | Mari, Maximilian și Paco | 2006 |
| „Curaj”                 | Swamp                    | 2006 |
| „Prea mult fum”         | Mitză (Agresiv)          | 2009 |
| „Turnin'”               | Alex Velea               | 2009 |
| „Azi NU”                | Guess Who                | 2010 |
| „Dă-te mai așa”         | ———                      | 2010 |
| „LaLa Song”             | Guess Who                | 2011 |
| „Turbofin”              | ———                      | 2012 |
| „Tare Frate”            | Mitză (Agresiv)          | 2013 |

## Premii
| Anul | Ceremonia               | Categoria         | Lucrarea nominalizată                                | Rezultatul   | Note | Referințe            |
| ---- | ----------------------- | ----------------- | ---------------------------------------------------- | ------------ | --- | -------------------- |
| 2010 | Romanian Music Awards   | Best Featuring    | „Around the World” cu Deepside Deejays și Alex Velea | Câștigător   | Aceasta a fost o categorie specială. | [ 92 ] [ 93 ] [ 94 ] |
| 2010 | Romanian Music Awards   | Best Hip-Hop      | „Turnin'” cu Alex Velea                              | Nominalizat  | Categoria a câștigat-o Guess Who cu „Locul Potrivit” și Spike cu „Scandal”, iar nominalizați au mai fost băieții de la B.U.G. Mafia și Puya împreună cu George Hora și Kamelia.                                                          | [ 92 ] [ 93 ] [ 94 ] |
| 2011 | Romanian Music Awards   | Best Hip-Hop      | „Azi NU” cu Guess Who                                | Nominalizat  | Categoria a câștigat-o Guess Who cu „Manifest”, iar nominalizați au mai fost Puya cu Connect-R, Spike și MarkOne1 cu Cheloo. | [ 95 ] [ 96 ]        |
| 2012 | Romanian Music Awards   | Best Hip-Hop      | „LaLa Song” cu Guess Who                             | Câștigător   | Au mai fost nominalizați Puya, Bitză cu Ombladon și FreakaDaDisk, Deliric 1 cu Doc și Maximilian cu MefX. | [ 97 ] [ 98 ]        |
| 2012 | Media Music Awards      | Best Urban        | ————                                                 | Nominalizat  | Categoria a câștigat-o Inna, iar nominalizați au mai fost Alex Velea, Alexandra Stan, Andreea Bălan, Connect-R, Corina, Delia, Guess Who (el a câștigat categoria Best Hip-Hop), Maximilian, Puya, Skizzo Skillz, Smiley, Spike și Vunk. | [ 99 ] [ 100 ]       |
| 2012 | MTV Europe Music Awards | Best Romanian Act | „LaLa Song” cu Guess Who                             | În așteptare | Au mai fost nominalizați Maximilian, Guess Who cu Marius Moga, CRBL cu Helen și Vunk cu Antonia. | [ 101 ]              |